# Babina
Babina é um género de anfíbios da família Ranidae. É endémica do Japão.

## Espécies
- Babina holsti (Boulenger, 1892)
- Babina subaspera (Barbour, 1908)